# Вітеслав Веселий
Вічеслав Веселий (чеськ. Vítězslav Veselý, [ˈviːcɛslaf ˈvɛsɛliː], 27 лютого 1983) — чеський метальник списа, бронзовий призер Олімпійських ігор 2012 та 2020 років, чемпіон світу, переможець та призер чемпіонатів Європи. 
Особистий рекорд — 88 м 34 см (2012).

## Виступи на Олімпіадах
| Рік               | Змагання                      | Місце проведення         | Місце             | Дисципліна        | Результат         | Примітки          |
| Представник Чехія | Представник Чехія             | Представник Чехія        | Представник Чехія | Представник Чехія | Представник Чехія | Представник Чехія |
| ----------------- | ----------------------------- | ------------------------ | ----------------- | ----------------- | ----------------- | ----------------- |
| 2002              | Чемпіонат світу серед юніорів | Кінгстон, Ямайка         | 8                 | метання списа     | 68.76 м           |                   |
| 2008              | Олімпійські ігри              | Пекін, Китай             | 12                | метання списа     | 76.76 м           |                   |
| 2009              | Чемпіонат світу               | Берлін, Німеччина        | 28 (кв.)          | метання списа     | 75.76 м           |                   |
| 2010              | Чемпіонат Європи              | Барселона, Іспанія       | 9                 | метання списа     | 77.83 м           |                   |
| 2011              | Чемпіонат світу               | Тегу, Південна Корея     | 4                 | метання списа     | 84.11 м           |                   |
| 2012              | Чемпіонат Європи              | Гельсінкі, Фінляндія     | 1                 | метання списа     | 83.72 м           |                   |
| 2012              | Олімпійські ігри              | Лондон, Велика Британія  | 3                 | метання списа     | 83.34 м           |                   |
| 2013              | Чемпіонат світу               | Москва, Росія            | 1                 | метання списа     | 87.17 м           |                   |
| 2014              | Чемпіонат Європи              | Цюрих, Швейцарія         | 2                 | метання списа     | 84.79 м           |                   |
| 2015              | Чемпіонат світу               | Пекін, Китай             | 8                 | метання списа     | 83.13 м           |                   |
| 2016              | Чемпіонат Європи              | Амстердам, Нідерланди    | 2                 | метання списа     | 83.59 м           |                   |
| 2016              | Олімпійські ігри              | Ріо-де-Жанейро, Бразилія | 7                 | метання списа     | 82.51 м           |                   |
| 2017              | Чемпіонат світу               | Лондон, Велика Британія  | 27 (кв.)          | метання списа     | 75.50 м           |                   |
| 2019              | Чемпіонат світу               | Доха, Катар              | —                 | метання списа     | DNS               |                   |
| 2021              | Олімпійські ігри              | Токіо, Японія            | 3                 | метання списа     | 85.44 м           | SB                |